# Винце, Енё
Е́нё Ви́нце (венг. Vincze Jenő; 20 ноября 1908, Вршац — 1988) — венгерский футболист, игрок сборной Венгрии, участник двух чемпионатов мира.

## Карьера

### Игровая карьера
Енё Винце начал карьеру в клубе «Дебрецен МТЕ», откуда он перешёл в стан главного соперника МТЕ, «Дебрецен Вашуташ», с этим клубом Винце стал чемпионом Дебрецена в 1926 году, а в чемпионате, проводившимся по кубковой системе, достиг стадии четвертьфинала. С сезона 1927 в Венгрии футбол официально был признан профессией, и Винце ушёл в «Дебрецена» в команду второго венгерского дивизиона ««Бочкаи» Дебрецен», основанную в 1926 году. В первом же сезоне в «Бочке» Винце вышел в первый дивизион чемпионат Венгрии, а впоследствии, команда постепенно поднималась с каждым сезоном в таблице вверх, вплоть до завоевания «бронзы» чемпионата Венгрии в сезоне 1933/34. Ну а самым лучшим результатом Винце в «Бочке» стал кубок Венгрии, завоёванный в 1931 году в противоборстве с «Сегеди Баштя» («Бочка» победила 5:1). А лучшим индивидуальным результатом Винце стали 20 голов, забитых в сезоне 1930/31, которые позволили футболисту победить в заочном споре бомбардиров
В 1934 году Винце перешёл в клуб «Уйпешт», где выступал до окончания своей карьеры в 1944 году. С «Уйпештом», ведомым известным тренером Белой Гуттманном, Винце дважды становился чемпионом Венгрии (в первый раз ещё без Гуттманна), а также выиграл самый престижный, в довоенные годы, европейский клубный трофей — Кубок Митропы.

### Международная карьера
В форме национальной сборной Винце вышел впервые в июне 1930 года в матче с командой Австрии, которая завершилась со счётом 2:1 в пользу венгров, однако после этого Винце в сборную команду не вызывался, вплоть до 1934 года, когда футболиста взяли на чемпионат мира 1934, в котором он вышел на поле в матче 1/8 финала с Египтом и даже забил на 53-й минуте 3-й гол своей команды, правда тот матч так и остался для Винце единственным на том турнире.
После чемпионата мира 1934 года Винце стал твёрдым игроком основы венгерской сборной, был участником кубка Центральной Европы, который закончился прежде срока из-за аншлюса Австрии, но который венгры завершили на вершине турнирной таблицы. Нет ничего удивительного, что он был взят на следующий чемпионат мира во Францию, там он провёл 2 игры: первую — в четвертьфинале с командой Швейцарии и вторую — в финале со сборной Италии. После поражения в финале, большинство венгров, участвовавших в той игре, более в сборную команду не вызывалось, это коснулось и Винце, который после чемпионата мира сыграл в составе сборной лишь раз, в ноябре 1939 года с командой Югославии, всего же за сборную Венгрии Винце провёл 25 матчей и забил 8 голов.

### Тренерская карьера
По окончании игровой карьеры, совпавшей с концом Второй мировой войны, Винце стал работать тренером. Первым клубом в его тренерской карьере стала его бывшая команда, «Уйпешт», которую венгр возглавил в 1947 году, затем он недолго возглавлял клуб «Вашаш Иззо». В 1956 году, во время венгерского восстания, Винце находился вместе с юношеской сборной Венгрии в турне по Европе. После подавления мятежа советской армией и силами МВД Венгрии Винце, как и большинство игроков команды, решил не возвращаться на родину. Все они были подвергнуты дисквалификации.
Первой западноевропейской командой, которую возглавил Винце, стал швейцарский клуб «Серветт», где Винце занял место, освобождённое знаменитым Карлом Раппаном, затем Винце руководил клубом «Базель». После этого Винце уехал в ФРГ, где возглавил клуб Оберлиги «Гройтер Фюрт». Затем Винце руководил «Нюрнбергом», правда совсем недолго, всего лишь в 4 матчах, в которых клуб ни разу не выиграл. Затем Винце руководил клубом региональной лиги «Швайнфуртом», с которым всегда находился на верхних строчках таблицы, но за 4 года так и не поднялся в высшую лигу, и «Байройтом». Последними клубами в карьере Винце стали «Херцогенаурах» и «АСВ Херцогенаурах».

## Достижения

### Командные
- Обладатель кубка Венгрии: 1930
- Чемпион Венгрии: 1935, 1939
- Обладатель кубка Митропы: 1939

### Личные
- Лучший бомбардир чемпионата Венгрии: 1931 (20 голов)

## Статистика выступлений
| Клуб              | Сезон            | Лига | Лига | Кубок Венгрии | Кубок Венгрии | Кубок Митропы | Кубок Митропы | Итого | Итого |
| Клуб              | Сезон            | Игры | Голы | Игры          | Голы          | Игры          | Голы          | Игры  | Голы  |
| ----------------- | ---------------- | ---- | ---- | ------------- | ------------- | ------------- | ------------- | ----- | ----- |
| Бочкаи (Дебрецен) | 1927/28          | 14   | 2    | ?             | ?             | 0             | 0             | 14+   | 2+    |
| Бочкаи (Дебрецен) | 1928/29          | 22   | 8    | -             | -             | 0             | 0             | 22    | 8     |
| Бочкаи (Дебрецен) | 1929/30          | 22   | 3    | 1+            | ?             | 0             | 0             | 23+   | 3+    |
| Бочкаи (Дебрецен) | 1930/31          | 22   | 20   | ?             | ?             | 1             | 0             | 23+   | 20+   |
| Бочкаи (Дебрецен) | 1931/32          | 20   | 7    | ?             | ?             | 0             | 0             | 20+   | 7+    |
| Бочкаи (Дебрецен) | 1932/33          | 22   | 7    | ?             | ?             | 0             | 0             | 22+   | 7+    |
| Бочкаи (Дебрецен) | 1933/34          | 21   | 15   | ?             | ?             | 2             | 1             | 23+   | 16+   |
| Бочкаи (Дебрецен) | 1934/35          | 11   | 3    | 0             | 0             | 0             | 0             | 11    | 3     |
| Бочкаи (Дебрецен) | Итого            | 154  | 65   | 1+            | ?             | 3             | 1             | 158+  | 66+   |
| Уйпешт            | 1934/35          | 11   | 8    | 0             | 0             | 2             | 0             | 13    | 8     |
| Уйпешт            | 1935/36          | 25   | 18   | -             | -             | 6             | 2             | 31    | 20    |
| Уйпешт            | 1936/37          | 15   | 9    | -             | -             | 3             | 1             | 18    | 10    |
| Уйпешт            | 1937/38          | 20   | 9    | -             | -             | 2             | 0             | 22    | 9     |
| Уйпешт            | 1938/39          | 24   | 15   | -             | -             | 6             | 3             | 30    | 18    |
| Уйпешт            | 1939/40          | 16   | 3    | -             | -             | 2             | 0             | 18    | 3     |
| Уйпешт            | 1940/41          | 13   | 4    | 0             | 0             | -             | -             | 13    | 4     |
| Уйпешт            | 1941/42          | 5    | 0    | 0             | 0             | -             | -             | 5     | 0     |
| Уйпешт            | 1942/43          | 5    | 1    | 0             | 0             | -             | -             | 5     | 1     |
| Уйпешт            | 1943/44          | 2    | 0    | 0             | 0             | -             | -             | 2     | 0     |
| Уйпешт            | Итого            | 136  | 67   | 0             | 0             | 21            | 6             | 157   | 73    |
| Всего за карьеру  | Всего за карьеру | 290  | 132  | 1+            | ?             | 24            | 7             | 315+  | 139+  |